# G5
G5 — южноафриканская самодвижущаяся гаубица калибра 155 мм, разработанная и производимая фирмой Denel Land Systems. G5 является глубокой модернизацией канадской гаубицы GC-45, с учетом требований южноафриканских военных.

## История создания
В течение войны за независимость Намибии Южно-Африканские силы обороны оказались в невыгодном положении из-за того, что их кубинские оппоненты были оснащены дальнобойной артиллерией советского производства, превосходившей по своим параметрам 5,5-дюймовые гаубицы, находившиеся на вооружении южноафриканцев. Сложившаяся ситуация потребовала серьёзной реорганизации и переоснащения артиллерийских частей, приобретения новых образцов артиллерии, боеприпасов и компьютеризированных систем управления огнём.
Начиная с 1963 года, ЮАР находилось под наблюдением ООН. Резолюцией ООН № 418 (1977) от 4 ноября 1977 год было введено международное эмбарго на поставки оружия в ЮАР, таким образом легально закупить новое вооружение уже не представлялось возможным. В ответ на эмбарго южноафриканские власти создали национальную корпорацию по закупкам и разработке вооружения Армскор (англ. Armscor). Армскор приступил к разработке вооружения нового типа в 1976 году. Некоторые существующие к тому моменту военно-технические наработки были закуплены за рубежом в нарушение действовавших санкций. Временно, пока велось разработка новых артиллерийских систем, у Израиля были закуплены Soltam M-71, которые были приняты на вооружение с индексом G-4.
Канадская гаубица GC-45 была выбрана в качестве базового образца, основываясь на котором началось создание собственной модели. GC-45 была установлена на лафет от 155-мм американской пушки, изменения также коснулись внутренней баллистики, станин, нижнего станка лафета (люльки) по которой движется ствол во время стрельбы. Было произведено шесть опытных образцов, которые отправили на опытные войсковые испытания. В дальнейшем на орудие, была установлена вспомогательная силовая установка (ВСУ). ВСУ позволяла расчету гаубицы не только самостоятельно окапываться, но и передвигаться без помощи буксира со скоростью до 16 км/ч. Кроме того, 
была произведена замена дульного тормоза, после чего 155-мм гаубица G5 была принята в промышленное производство в 1983 году.

## Технические особенности
Гаубица оснащается полуавтоматической механизированной системой питания боеприпасами. Сначала в зарядной каморе помещается снаряд, а затем в картузе — метательный заряд.
Орудие оснащено автофретированным стволом-моноблоком с нарезным каналом, заканчивающимся однокамерным дульным тормозом. В походном положении ствол разворачивается в горизонтальной плоскости на 180° и крепится к кронштейну станин. Винтовой затвор с обтюратором типа «банге» открывается на правую сторону, немного вниз. В G5 применяется люлька цилиндрического типа и гидропневматическое противооткатное устройство. Внизу расположены метательные заряды. Орудие оснащено прицелом для стрельбы как с закрытых позиций, так и прямой наводкой, а также двухосным (четырехколесным) шасси, огневой платформой (на ней орудие находится во время стрельбы), собственным интегральным приводом, позволяющим быстро менять огневые позиции и перемещать орудие на короткие дистанции с максимальной скоростью 16 км/ч. Двигатель мощностью 57 кВт обеспечивает развод и схождение станин, а также опускание и подъём огневой платформы. Штатным буксиром является автомобиль Samil 100.

## Модификации
- G5 Mk I
- G5 Mk II
- G5 Mk III
- G5-2000: 52-калибра

## Операторы
- ЮАР: 6 используются; 66 на хранении.[6]
- Иран: 30
- Ирак: В иракской армии времен Саддама Хусейна имелось приблизительно 100 гаубиц G-5.
- Малайзия: 22[7]
- Катар: 12[8]

## Боевое применение
- Война в Анголе: 1982—1987
- Ирано-иракская война: 1980—1988